# Actinote adoxa
Actinote adoxa är en fjärilsart som beskrevs av Jordan 1910. Actinote adoxa ingår i släktet Actinote och familjen praktfjärilar. Inga underarter finns listade i Catalogue of Life.